# Adela y Celsa Speratti
Adela Speratti (1865-1902) y Celsa Speratti (1868-1938) fueron hermanas paraguayas que desempeñaron un papel fundamental en la estructuración y expansión del sistema educativo de Paraguay. Nacidas durante la guerra de la Triple Alianza, en el que su padre perdió la vida, las hermanas y su madre se vieron forzadas a exiliarse en Argentina. En ese contexto, ambas recibieron formación pedagógica en dicho país, para posteriormente retornar a su país y establecer la primera escuela normal en Asunción.

## Infancia y estudios
Adela Speratti nació en 1865 en Barrero Grande, —actualmente Eusebio Ayala—, en el Departamento de Cordillera, durante el inicio de la guerra de la Triple Alianza. Celsa Speratti, hermana menor de Adela, nació en Luque, tres años después.
Posteriormente, ambas se trasladaron a Concepción del Uruguay, ciudad que en ese período se destacaba como un importante centro cultural. Según testimonios recuperados por Raúl Amaral, la ciudad albergaba una escuela normal fundada en 1873 y transformada en Escuela Normal de Maestros en 1876. Adela, tras completar su curso básico, fue incorporada como maestra en 1886, y tres años después, su hermana Celsa también se unió a la enseñanza. Este proceso formativo fue facilitado por becas otorgadas por el gobierno argentino.
En 1890, el gobierno paraguayo solicitó la colaboración de las hermanas Speratti para la instrucción pública femenina del país, siguiendo el legado de otras educadoras como Asunción Escalada y Rosa Peña de González.
Adela Speratti fue la primera directora de la Escuela Normal de Profesoras del Paraguay.
La contribución de las hermanas Speratti al sistema educativo paraguayo fue significativa. A pesar de la falta de recursos, proporcionaron oportunidades de formación a un gran número de jóvenes, tanto de áreas rurales como urbanas, quienes a su vez desempeñaron un papel clave en la alfabetización de muchas niñas en el país, que había sido severamente afectado por la guerra.
Adela falleció en 1902 a la edad de 36 o 37 años, mientras aún implementaba su programa educativo.
Celsa Speratti falleció en 1938 en Asunción a los 69 o 70 años.
En reconocimiento a su labor, Adela Speratti fue homenajeada en Paraguay. La Escuela Primaria Superior ubicada en la avenida España e Asunción lleva su nombre, y un busto fue erigido en el patio de la Escuela Normal de Profesores en su memoria.
Celsa Speratti cuenta con una placa conmemorativa y una Escuela Básica que lleva su nombre en la intersección de las calles General Díaz, Chile y Alberdi de Asunción.
Desde el 2009 hasta la actualidad, las imágenes de ambas hermanas están presentes en los billetes de 2000 guaraníes, en reconocimiento a su contribución al sistema educativo del país.